# Виторио Венето (крайцер-вертолетоносач, 1967)
Виторио Венето (на италиански: Vittorio Veneto) е крайцер-вертолетоносач на италианския флот. Предназначен е за противолодъчна и противовъздушна отбрана на корабните съединения.
Създаден е на основата на проекта „Андреа Дория“, явявайки се негова увеличена версия. До влизането в строй на самолетоносача „Джузепе Гарибалди“ е флагмански кораб на италианския флот.
Планирано е и построяването на втори кораб от този тип, но неговото залагане така и не се състои.

## Проектиране
Проектът „Виторио Венето“ се създава на основата на крайцерите-вертолетоносци от типа „Андреа Дория“. Опитът от тяхната експлоатация показва, че за ефективното откриване и унищожаване на подводни лодки, съставът на авиогрупата следва да се увеличи, както и да се осигурят по-удобни условия за обслужването на летателните апарати на борда. В съчетание с изискванията за повишаване на мореходността това води до създаването на увеличения вертолетоносач.
Проектът е подготвен през 1965 г., тогава се състои и залагането на крайцера. Планира се залагането, през 1967 г., на още един кораб по проекта „Виторио Венето“, но залагането на „Триест“ е отменено. Италианските моряци стигат до извода, че за ефективното изпълнение на поставените задачи състава на авиогрупата на крайцера все пак е недостатъчно.
Декорът на интериорите на крайцера „Виторио Венето“ е изпълнен Александра Василиевна Олсуфиева (Бузири-Вичи) (2/15 май 1906 (Флоренция) – 6 март 1989 (Рим)), живописец, скулптор, дизайнер, дъщеря на полковника, участник в Първата световна и гражданската войни, граф Василий Алексеевич Олсуфиев и Олга Павловна, графиня Шувалова (по баща).